# Cymbidium purpuratum
Cymbidium purpuratum är en orkidéart som beskrevs av L.J.Chen, L.Q.Li och Zhong Jian Liu. Cymbidium purpuratum ingår i släktet Cymbidium, och familjen orkidéer. Inga underarter finns listade i Catalogue of Life.